# Oskardów
Oskardów – część wsi Nowe Biskupice w Polsce położona w województwie mazowieckim, w powiecie grójeckim, w gminie Warka.
W latach 1975–1998 miejscowość administracyjnie należała do województwa radomskiego.